# Władysław Dajczak
Władysław Dajczak (ur. 10 lipca 1959 w Międzyrzeczu) – polski polityk, inżynier, samorządowiec. Senator VII kadencji (2007–2011), poseł na Sejm IX i X kadencji, wojewoda lubuski (2015–2019, 2020–2023).

## Życiorys
Syn Michała i Zofii, brat biskupa Edwarda Dajczaka. W 1983 ukończył studia na Wydziale Mechanicznym Wyższej Szkoły Inżynierskiej w Zielonej Górze, a w 1997 podyplomowe na Wydziale Prawa i Administracji Uniwersytetu Wrocławskiego. Od 1985 do 1992 pracował w Przedsiębiorstwie Gospodarki Komunalnej i Mieszkaniowej w Strzelcach Krajeńskich, następnie do 2007 jako dyrektor Zakładu Komunalnego Sp. z o.o.
Bezskutecznie kandydował na posła w województwie gorzowskim w 1993 z ramienia BBWR i w 1997 z listy AWS. W latach 1998–2002 zasiadał w sejmiku lubuskim z ramienia AWS. W wyborach samorządowych w 2002 bez powodzenia ubiegał się o relekcję z listy koalicji POPiS. Mandat radnego województwa uzyskał kolejny raz w 2006 z listy Prawo i Sprawiedliwość, obejmując funkcję wiceprzewodniczącego sejmiku.
W wyborach parlamentarnych w 2005 ponownie bez powodzenia kandydował do Sejmu. W wyborach w 2007 został wybrany na senatora z ramienia PiS w okręgu lubuskim, otrzymując 90 322 głosy. W 2011 bezskutecznie startował do Sejmu. W 2014 powrócił do sejmiku lubuskiego. W 2015 ponownie był kandydatem PiS na posła.
8 grudnia 2015 został powołany na stanowisko wojewody lubuskiego. W wyborach do Parlamentu Europejskiego w 2019 bezskutecznie ubiegał się o mandat posła do PE. W wyborach w tym samym roku uzyskał mandat posła IX kadencji z okręgu lubuskiego, otrzymując 27 393 głosy. W związku z tym wyborem 11 listopada 2019 zakończył urzędowanie na funkcji wojewody.
10 stycznia 2020 premier Mateusz Morawiecki ponownie powierzył mu stanowisko wojewody lubuskiego (od 15 stycznia 2020). W konsekwencji wygasł jego mandat poselski. W wyborach w 2023 po raz drugi został wybrany do Sejmu z wynikiem 29 131 głosów. W konsekwencji 2 listopada tego samego roku przestał pełnić funkcję wojewody. W 2024 z listy Prawa i Sprawiedliwości ponownie startował w wyborach do Parlamentu Europejskiego z okręgu nr 13.